# Kuzsenyer
Kuzsenyer (oroszul: Куженер) városi jellegű település Oroszországban, Mariföldön, a Kuzsenyeri járás székhelye. Joskar-Olától 73 km-re északkeletre, a Nyemda (a Vjatka mellékfolyója) felső folyása mentén helyezkedik el.  
Lakossága: 5384 fő (a 2010. évi népszámláláskor).
Kuzsenyer (Кужу + энгер) jelentése mari nyelven 'hosszú patak'.

## Története
Kb. a 17–18. század fordulóján keletkezett, amikor három orosz család letelepedett a Nyemda jobb partján. A helyi forrást gyógyhatása miatt távolabbi vidékekről is látogatták, különösen marik. A fenyvessel körülvett forrásnál 1884-ben kis kápolna épült. Mellette a századfordulón női kolostor létesült, ahol viszonylag jelentős gazdálkodást folyt. A falu is nőtt, a folyó túlsó partján is építkezni kezdtek, azt a helyet az ottani templomról Nyikolszkojenek nevezték. 
1919-ben a kolostor területén iskolát nyitottak, később épületeiben hivatali irodákat és lakásokat rendeztek be. A templomot lebontották, tégláit a kultúrház építésénél használták fel. 
Amikor 1935-ben létrehozták a Kuzsenyeri járást, a faluban még nem volt vízvezeték hálózat, a helyi hőerőmű pedig éppen épült. Az 1970-es évek közepétől a folyó túlsó, nyugati partján új lakótelepet (mikrorajon) létesítettek. Kuzsenyer, az addigi falu 1974-ben városi jellegű település besorolást kapott. A következő évtizedben és az 1990-es évek elején átadták a járási kórház, több közhivatal és a szálloda új épületét, folytatták a folyón túli lakótelep bővítését. 1990-ben helytörténeti múzeumot alapítottak. A régi kolostor egyetlen fennmaradt épületében templomot rendeztek be. 1994-től a nagyobb épületekbe bevezették a földgázt, a kisebb magánházakban, zömmel faházakban palackos gázt használtak. 